# المهدية المغير
تقع قرية المهدية 7 كلم شمال مدينة لمغير بولاية الوادي (الجزائر) في الجزائر، بها حوالى 3 000 نسمة، تأسست هذه القرية سنة 1936 بموقع المهدية القديمة بمنطقة لورير ويتكون النسيج البشري الرئيسي لقرية المهدية من عرش غمرة وعرش الرواشد وعرش تمرنة.